# ميثيل إيرغومترين
ميثيل إيرغومترين (بالإنجليزية: Methylergometrine)‏ يسمى أيضاً (ميثيل إرغونوڤين، أو ميثيل إرغوباسين)، ويعرف بأسماء تجارية مثل (ميثرجين). هو مركب كيميائي يستخدم كدواء عبارة عن ميثيل الإرغومترين وهو النظير المصنع والمشتق من الإرغومترين ينتمي إلى مجموعة أشباه القلويات يستخرج من فطر الإرغوت، يعمل مباشرة على العضلات الملساء من الرحم، يعمل على تقوية عضلات الرحم للحد من النزيف خلال الولادة، ويعمل على تسريع عملية الولادة.

## الاستخدامات الطبية

### الولادة
ميثيل إيرغومترين يعمل في الغالب مضيق للعضلات الملساء في الرحم. ويعمل على المنع أو التحكم في النزيف الحاد بعد الولادة أو الإجهاض التلقائي أو الاختياري. كذالك يعمل على التخلص أو طرد النواتج المتبقية بعد الإجهاض، كأجزاء أو جزء متبقي من الجنين المجهض، وأيضاً للمساعدة في إخراج المشيمة بعد الولادة. يعطى عن طريق الحقن في العضل أو الوريد أو حبوب عن طريق الفم.

### الصداع النصفي
ميثيل إيرغومترين يستخدم في بعض الأحيان للوقاية أو لعلاج الصداع النصفي الحاد، حيث يعتبر مستقلب نشط للميثيسيرجيد.